# En cyklists död
En cyklists död (spanska: Muerte de un ciclista) är en spansk dramafilm från 1955 i regi av Juan Antonio Bardem, med Lucia Bosè och Alberto Closas i huvudrollerna. Den handlar om en man och en kvinna som kör på en cyklist, men låter bli att kalla på hjälp för att inte avslöja sin otrohetsaffär, och sätts under press när händelsen blir en tidningsnyhet. Filmen gick upp på bio i Sverige 23 november 1957.

## Medverkande
- Lucia Bosè som María José de Castro
- Alberto Closas som Juan Fernandez Soler
- Otello Toso som Miguel Castro
- Bruna Corra som Matilde Luque
- Carlos Casaravilla som Rafael "Rafa" Sandoval
- Manuel Alexandre som cyklist